# Tierra (musikalbum)
Tierra är det andra albumet av L'Arc-en-Ciel. Det gavs ut 14 juli 1994 på Ki/oon Sony Records. Titeln betyder "jord" på spanska.

## Låtlista
| Nr | Titel                                                         | Musik * |
| -- | ------------------------------------------------------------- | ------- |
| 1  | In the Air                                                    | Hyde    |
| 2  | All Dead                                                      | Hyde    |
| 3  | Blame                                                         | Tetsu   |
| 4  | Wind of Gold                                                  | Ken     |
| 5  | Blurry Eyes                                                   | Tetsu   |
| 6  | Inner Core                                                    | Sakura  |
| 7  | Nemuri ni Yosete (眠りによせて Överför det till en Sömn?)     | Ken     |
| 8  | Kaze no Yukue (風の行方 Whereaboutsen av Linda?)              | Ken     |
| 9  | Hitomi ni Utsuru Mono (瞳に映るもの Tinget som Följen Synar?) | Ken     |
| 10 | White Feathers                                                | Ken     |

* Alla text vid Hyde.